# Rohań
Rohań (ukr. Рогань) – osiedle typu miejskiego na Ukrainie, w obwodzie charkowskim, w rejonie charkowskim. W 2001 liczyło 5046 mieszkańców, wśród których 3586 wskazało jako ojczysty język ukraiński, 1419 rosyjski, 4 białoruski, 17 ormiański, a 20 inny.